# Hisja
Hisja (arab. حسياء) – miasto w Syrii, w muhafazie Hims. W 2004 roku liczyło 5435 mieszkańców.